# Maria Witkiewiczowa
Maria Witkiewicz z domu Pietrzkiewicz herbu Ostoja (ur. 21 stycznia 1853 w Tryszkach, zm. 3 grudnia 1931 w Zakopanem) – nauczycielka muzyki, żona Stanisława Witkiewicza, matka Stanisława Ignacego Witkiewicza.

## Rodzina

Ostoja, herb rodziny Pietrzkiewiczów.

Ojcem Marii Witkiewiczowej był Wawrzyniec Maurycy Pietrzkiewicz, a matką Julia z Rudnickich. Ojciec pochodził ze szlachty żmudzkiej – z rodziny Wadowskich-Pietrzkiewiczów herbu Ostoja, był powstańcem styczniowym.

## Życiorys
Maria  kształciła się w Konserwatorium Warszawskim pod kierunkiem Rudolfa Strobla i Władysława Żeleńskiego, naukę ukończyła w 1872 roku. Przez wiele lat była nauczycielką muzyki. Opracowała Elementarz muzyczny, wydany w Krakowie w 1894 roku. 5 stycznia 1884 w Warszawie wyszła za mąż za Stanisława Witkiewicza, malarza, architekta i teoretyka sztuki.
W czerwcu 1890 roku Witkiewiczowie przenieśli się do Zakopanego. Tam Maria Witkiewiczowa uczyła muzyki w Szkole Domowej Pracy Kobiet w Kuźnicach, prowadzonej przez Jadwigę Zamoyską. Udzielała również prywatnych lekcji muzyki oraz prowadziła pierwszy w Zakopanem chór. Od 1913 roku zarabiała prowadzeniem pensjonatów. Ostatni z nich, willę "Zośka" na Krupówkach prowadziła do września 1930 roku. Zmarła po kilkumiesięcznej chorobie i została pochowana na Cmentarzu Zasłużonych na Pęksowym Brzyzku.
Stanisław Ignacy Witkiewicz był z matką silnie związany emocjonalnie, ich wzajemna relacja znajduje odbicie w zachowanej korespondencji Witkacego – do ojca oraz do żony, Jadwigi Unrug. Po powrocie z Rosji w 1918 Witkacy zamieszkał w prowadzonym przez matkę pensjonacie, który stał się jego stałym miejscem zamieszkania. Oboje pozostawali przez całe życie w bliskiej przyjaźni, a śmierć Marii Witkiewiczowej była dla Witkacego bardzo traumatycznym przeżyciem.